# Cerro Ocotal
Cerro Ocotal är en ort i Mexiko.   Den ligger i kommunen Acatepec och delstaten Guerrero, i den sydöstra delen av landet, 250 km söder om huvudstaden Mexico City. Cerro Ocotal ligger 1 508 meter över havet och antalet invånare är 125.
Terrängen runt Cerro Ocotal är varierad. Runt Cerro Ocotal är det ganska glesbefolkat, med 42 invånare per kvadratkilometer. Närmaste större samhälle är Acatepec, 13,3 km norr om Cerro Ocotal. I omgivningarna runt Cerro Ocotal växer huvudsakligen savannskog.